# Przywóz (gromada)
Przywóz – dawna gromada, czyli najmniejsza jednostka podziału terytorialnego Polskiej Rzeczypospolitej Ludowej w latach 1954–1972.
Gromady, z gromadzkimi radami narodowymi (GRN) jako organami władzy najniższego stopnia na wsi, funkcjonowały od reformy reorganizującej administrację wiejską przeprowadzonej jesienią 1954 do momentu ich zniesienia z dniem 1 stycznia 1973, tym samym wypierając organizację gminną w latach 1954–1972.
Gromadę Przywóz siedzibą GRN w Przywozie utworzono – jako jedną z 8759 gromad na obszarze Polski – w powiecie wieluńskim w woj. łódzkim, na mocy uchwały nr 40/54 WRN w Łodzi z dnia 4 października 1954. W skład jednostki weszły obszary dotychczasowych gromad Toporów, Kamion, Przywóz i Ogroble ze zniesionej gminy Mierzyce w tymże powiecie. Dla gromady ustalono 13 członków gromadzkiej rady narodowej.
29 lutego 1956 do gromady Przywóz przyłączono wieś Jarzębie z gromady Załęcze Małe w tymże powiecie.
Gromadę zniesiono 1 stycznia 1959, a jej obszar włączono do gromady Mierzyce w tymże powiecie.